# Ferdinando De Giorgi

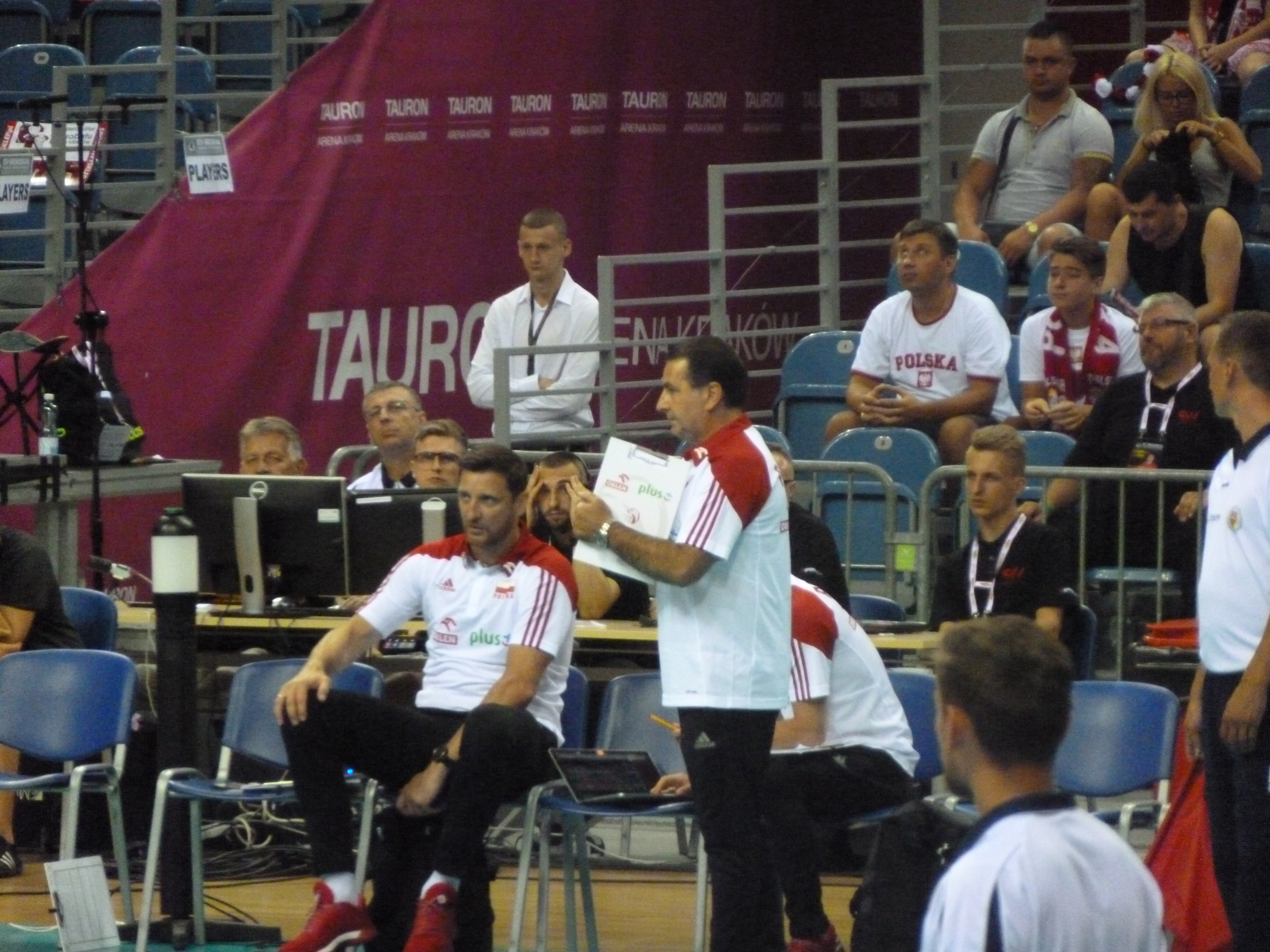
Ferdinando De Giorgi trenerem reprezentacji Polski

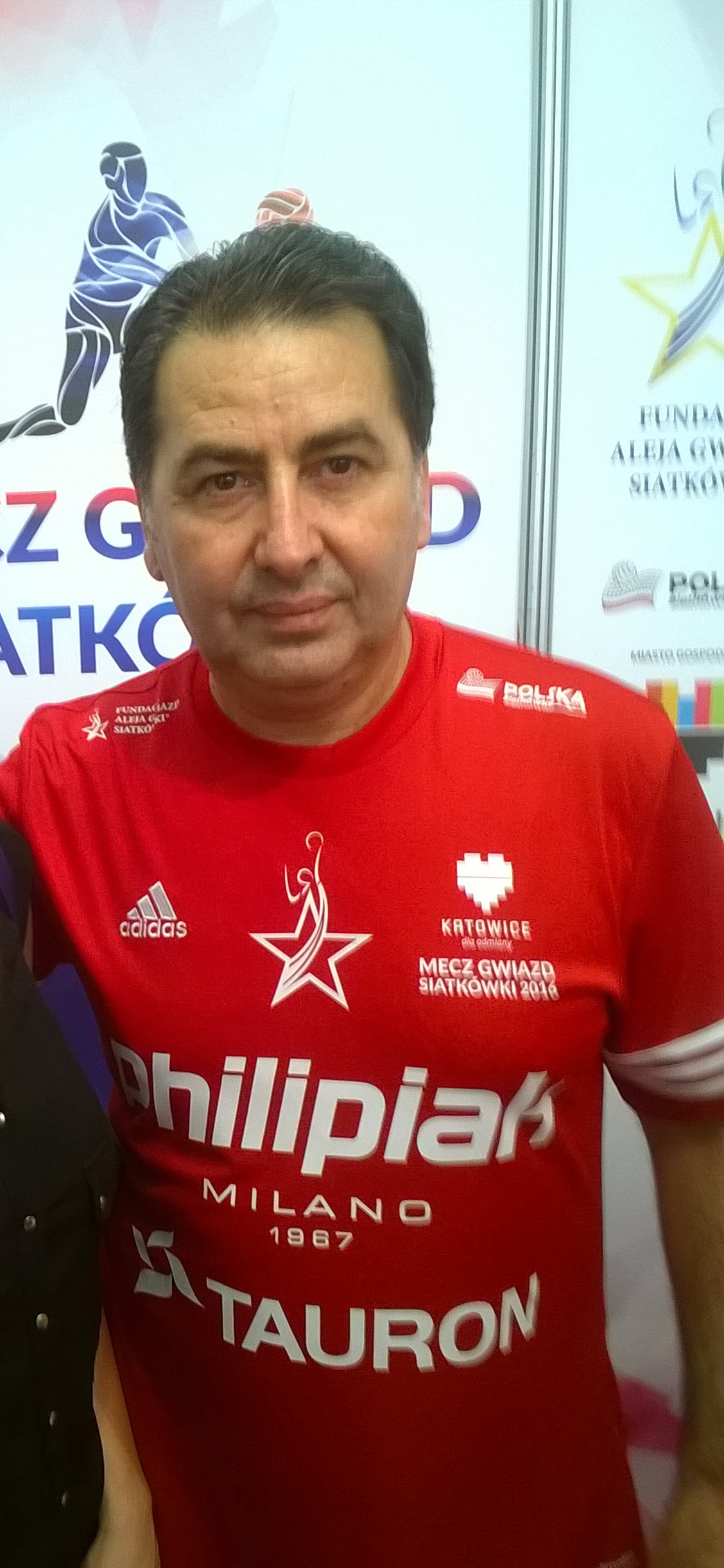
Ferdinando De Giorgi na spotkaniu z kibicami przed Meczem Gwiazd - Pożegnanie Pawła Zagumnego w katowickim Spodku, 11 września 2016

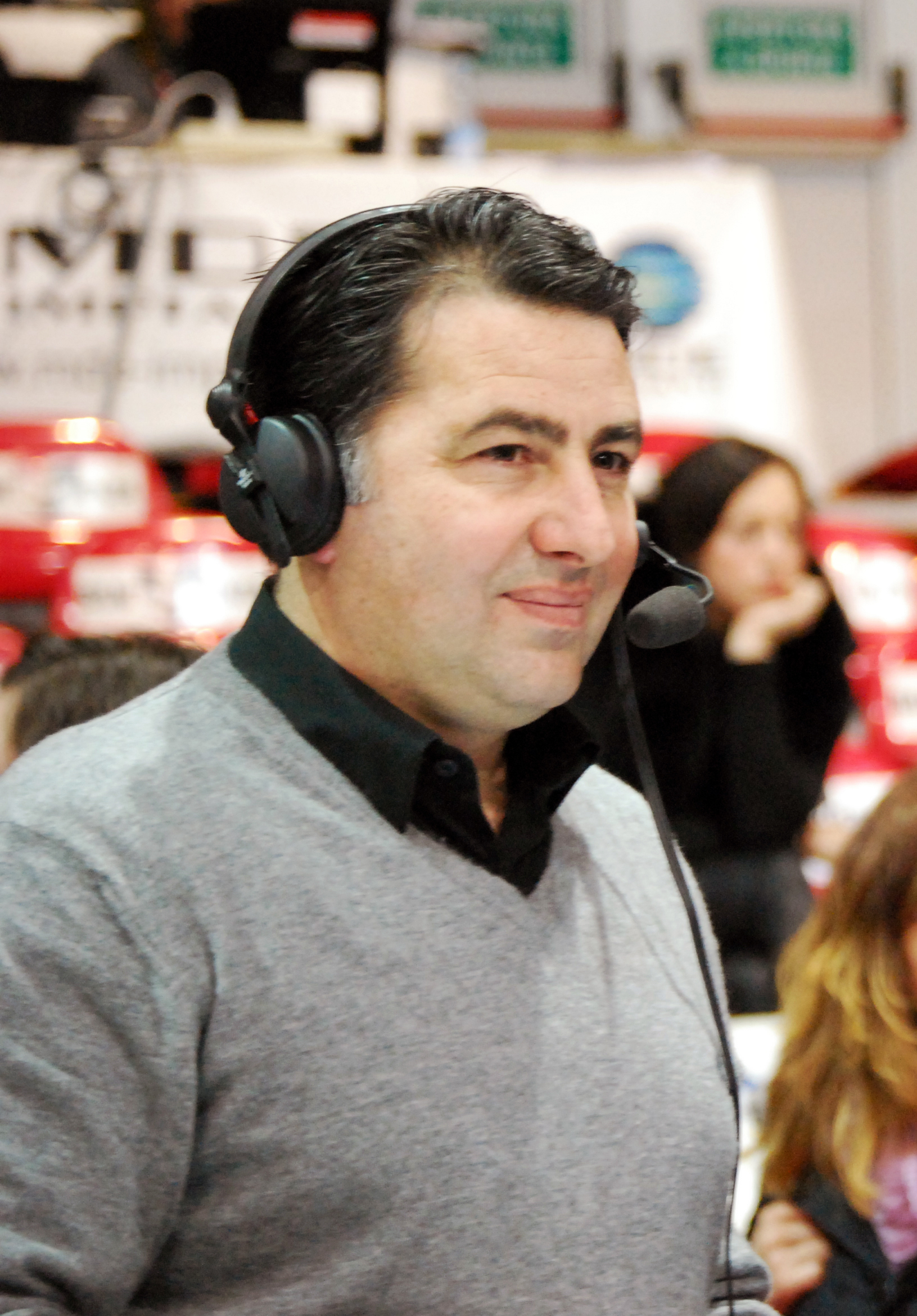
Ferdinando De Giorgi jako komentator siatkarski

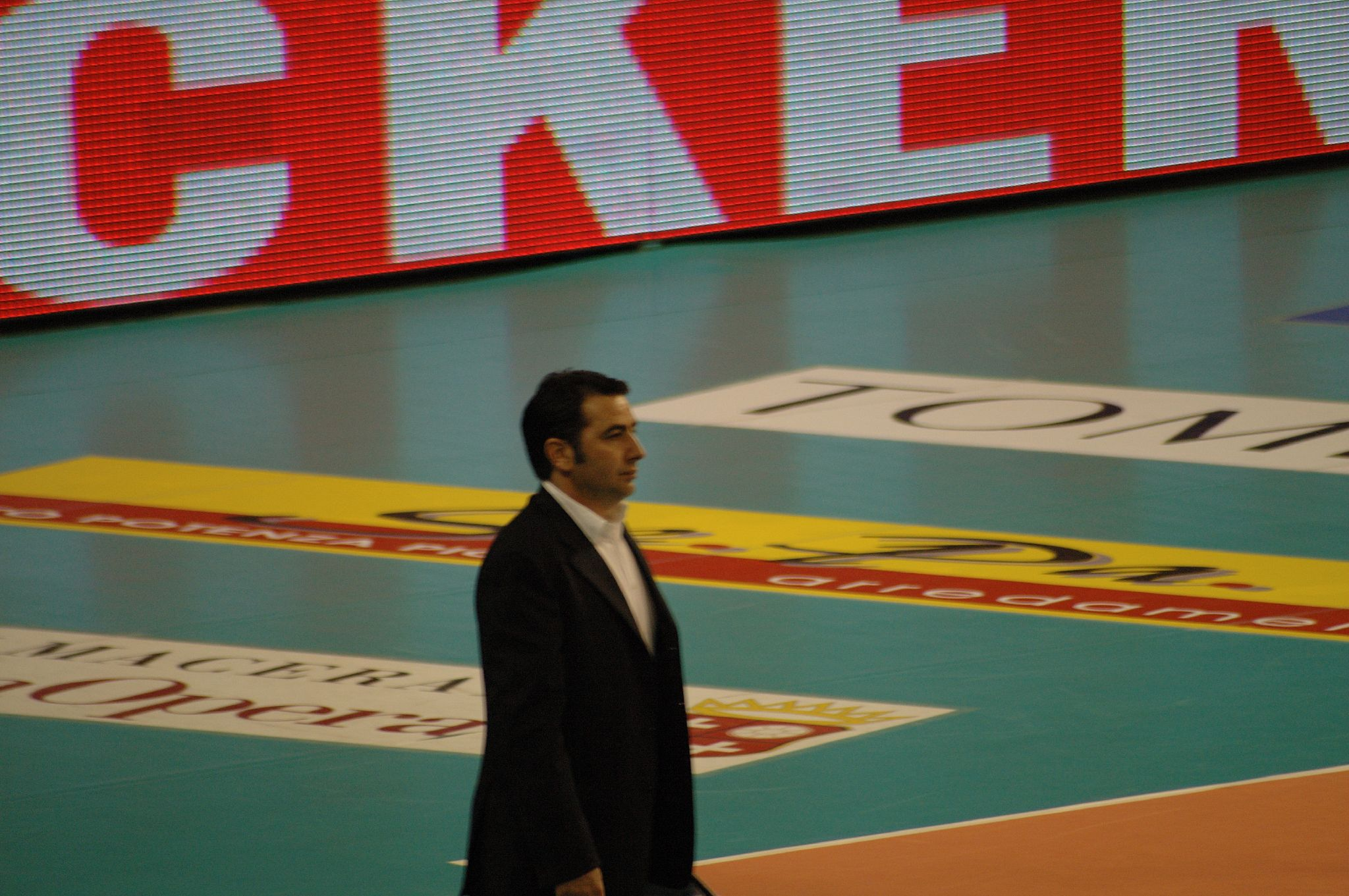
Ferdinando De Giorgi

Ferdinando De Giorgi, znany pod pseudonimem Fefe (ur. 10 października 1961 w Squinzano) – włoski trener i siatkarz.
Jego brat Michele również jest siatkarzem.
Jako rozgrywający rozegrał w reprezentacji Włoch aż 330 meczów. Swoją trenerską karierę zaczynał jeszcze jako czynny siatkarz we włoskim klubie Serie A Noicom Brebanca Cuneo w 2000 roku, następnie objął posadę w klubie RPA-LuigiBacchi.it Perugia, później w Lube Banca Marche Macerata. W 2015 roku zastąpił Sebastiana Świderskiego na stanowisku trenera ZAKS-y Kędzierzyn-Koźle. W pierwszym sezonie, poprowadził kędzierzynian do Mistrzostwa Polski, ZAKSA pokonała w finale Resovię, nie tracąc seta. W 2017 zdobył z ZAKS-ą Puchar Polski.
20 grudnia 2016 został wybrany przez PZPS selekcjonerem męskiej siatkarskiej reprezentacji Polski. 20 września 2017 został zwolniony przez PZPS z roli selekcjonera męskiej siatkarskiej reprezentacji Polski.
W styczniu 2018 r. zastąpił Marka Lebedewa na stanowisku trenera Jastrzębskiego Węgla, którym był do 16 grudnia 2018 r kiedy to klub rozwiązał z nim umowę na wniosek zawodników. Ligę opuszczał w atmosferze skandalu, zarzucano mu hipokryzję, gdyż jego trenerską dewizą jest wymaganie od zawodników maksimum ich możliwości, a sam skorzystał z klarownej oferty mimo przynależności klubowej. Już 19 grudnia 2018 roku poprowadził włoski zespół Cucine Lube Civitanova w spotkaniu Ligi Mistrzów CEV. Po Igrzyskach Olimpijskich 2021 przejął reprezentację Włoch.

## Kariera trenerska
| Sezon     | W klubie                   | Klub                                 |
| 2000/2001 |                            | Noicom Brebanca Cuneo                |
| 2001/2002 |                            | Noicom Brebanca Cuneo                |
| 2002/2003 |                            | Noicom Brebanca Cuneo                |
| 2003/2004 | RPA-LuigiBacchi.it Perugia |                                      |
| 2004/2005 | RPA-LuigiBacchi.it Perugia |                                      |
| 2005/2006 | Lube Banca Marche Macerata |                                      |
| 2006/2007 | Lube Banca Marche Macerata |                                      |
| 2007/2008 | Lube Banca Marche Macerata |                                      |
| 2008/2009 | Lube Banca Marche Macerata |                                      |
| 2009/2010 | Lube Banca Marche Macerata |                                      |
| 2011/2012 | do 29.01.2012              | Energy Resources San Giustino        |
| 2012/2013 |                            | Fakieł Nowy Urengoj                  |
| 2013/2014 |                            | Fakieł Nowy Urengoj                  |
| 2014/2015 | do 27.12.2014              | Tonno Callipo Calabria Vibo Valentia |
| 2015/2016 |                            | ZAKSA Kędzierzyn-Koźle               |
| 2016/2017 |                            | ZAKSA Kędzierzyn-Koźle               |
| 2017/2018 | od 12.01.2018              | Jastrzębski Węgiel                   |
| 2018/2019 | do 15.12.2018              | Jastrzębski Węgiel                   |
| 2018/2019 | od 15.12.2018              | Cucine Lube Civitanova               |
| 2019/2020 |                            | Cucine Lube Civitanova               |
| 2020/2021 | do 25.02.2021              | Cucine Lube Civitanova               |
| Lata      | Reprezentacja              | Reprezentacja                        |
| 2017      | Reprezentacja Polski       | Reprezentacja Polski                 |
| 2021–     | Reprezentacja Włoch        | Reprezentacja Włoch                  |

## Jako siatkarz

### Sukcesy

#### klubowe
Puchar Europy Mistrzów Klubowych:
- 1987

Mistrzostwo Włoch:
- 1987, 2002
- 1996

Puchar CEV:
- 1996, 2002
- 1992
- 1991

Puchar Włoch:
- 1996, 2002

Superpuchar Włoch:
- 1996

Superpuchar Europy:
- 1996

Puchar Europy Zdobywców Pucharów:
- 1997

#### reprezentacyjne
Letnia Uniwersjada:
- 1987

Mistrzostwa Europy:
- 1989
- 1991

Puchar Świata:
- 1989

Liga Światowa:
- 1990, 1991, 1992, 1994, 1995

Mistrzostwa Świata:
- 1990, 1994, 1998

### Nagrody indywidualne
- 1988: Najlepszy rozgrywający Igrzysk Olimpijskich w Seulu

## Jako trener

### Sukcesy

#### klubowe
Noicom Brebanca Cuneo
Puchar Włoch:
- 2002

Puchar CEV:
- 2002

Superpuchar Włoch:
- 2002

Lube Banca Marche Macerata / Cucine Lube Civitanova
Mistrzostwo Włoch:
- 2006, 2019
- 2005

Puchar CEV:
- 2006

Superpuchar Włoch:
- 2006, 2008

Puchar Włoch:
- 2008, 2009, 2020, 2021

Liga Mistrzów:
- 2019

Klubowe Mistrzostwa Świata:
- 2019

ZAKSA Kędzierzyn-Koźle
Mistrzostwo Polski:
- 2016, 2017

Puchar Polski:
- 2017

### reprezentacyjne
Reprezentacja Włoch
Mistrzostwa Europy:
- 2021
- 2023[7]

Mistrzostwa Świata:
- 2022[8]

Liga Narodów:
- 2025[9]